# Liparis brashnikovi
Liparis brashnikovi és una espècie de peix pertanyent a la família dels lipàrids.

## Descripció
- Fa 15 cm de llargària màxima.[2][3]

## Hàbitat
És un peix marí, demersal i de clima tropical que viu entre 0-106 m de fondària.

## Distribució geogràfica
Es troba al mar del Japó.

## Observacions
És inofensiu per als humans.